# IC 2474
IC 2474 ist eine Spiralgalaxie vom Hubble-Typ Sbc im Sternbild Löwe auf der Ekliptik. Sie ist etwa 389 Millionen Lichtjahre von der Milchstraße entfernt.
Das Objekt wurde am 21. März 1890 von Guillaume Bigourdan entdeckt.